# ماریا کروگر
ماریا کروگر (لهستانی: Maria Krüger؛ ۶ سپتامبر ۱۹۰۴ – ۱۳ اوت ۱۹۹۹) روزنامه‌نگار، نویسنده ادبیات کودک و فیلم‌نامه‌نویس، اهل لهستان بود.
از فیلم‌ها یا مجموعه‌های تلویزیونی که وی در آن‌ها نقش داشته‌است می‌توان به فندق‌شکن اشاره نمود.